# Kerekes Ferenc (szobrász)

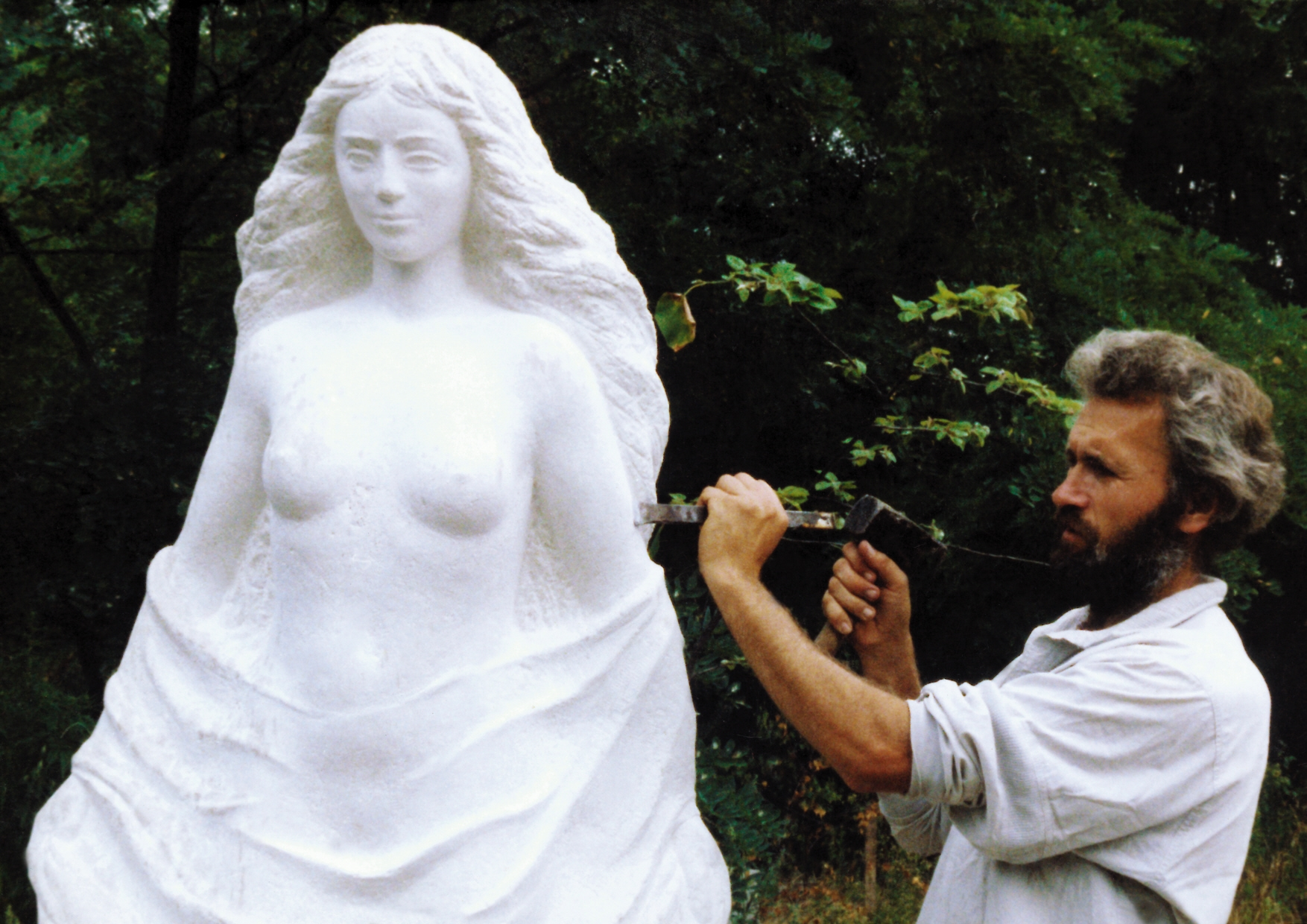
Készül a Zsuzsanna című szobor

Kerekes Ferenc (Kecskemét, 1948. május 18. – Kecskemét, 2001. június 19.) szobrászművész.

## Életútja
Gyerekkorát egy helvéciai tanyán töltötte, egy ötgyermekes, szegény földműves család legkisebb fiaként. Általános iskoláit is Helvécián végezte. 15 évesen aztán a városba, Kecskemétre került. Kitanulta a férfifodrász mesterséget, melyet néhány évig végzett. Az első impulzusok – melyek a művészet felé fordították – 16-17 évesen érték és hamar világossá vált számára, hogy igazán ez az, amivel foglalkozni szeretne. 
Először a festészet érdekelte, első mestere Bozsó János festőművész volt, akit mindig atyai jó barátjának tekintett. Borsos Miklós szobrászművész kecskeméti kiállítása fordította a szobrászat irányába, amiben igazán kifejezhette magát. Képzőművészeti tanulmányait önképzés útján végezte.
1973-tól aztán lehetősége nyílt főállásban a szobrászatnak szentelnie magát, először a Magyar-Szovjet Barátság TSZ-ben, Kósa Antal akkori elnöknek köszönhetően, később a Szikrai Állami Gazdaságban, Magyar Ferenc igazgatónak köszönhetően. Az 1970-es évek közepére alakult ki önálló művészi arculata.
1974-ben a Bács-Kiskun megyei Tanács ösztöndíjasa volt. 1978-ban tanulmányúton járt Párizsban. 
1983-ban Görögországban tanulmányozta a szobrászatot. 1983-tól haláláig a Képzőművészeti Alap ( ma már MAOE ) tagja. 1988-tól  önállósította magát, otthonában kialakítva saját galériáját. Számos alkotása található közintézményekben és magángyűjtőknél.
2001-ben hunyt el.
Kerekes Ferenc alkotásai által a világ elé tárja saját harmónia és esztétikum teremtő képességét. Természetétől fogva vállalja a klasszikus hagyományok folytatását. Fába, kőbe, fémbe álmodott műveiben vallja meg az emberhez, természethez fűződő érzéseit. Személyében igényesen szóló, jó felkészültségű, érett munkásságú, az alkotás morális tartását is vállaló kortárs művészt tisztelhetünk. Munkássága része a 20. századi magyar plasztika ábrázoló vonulatának

## Mesterei
- Id. Szabó István
- Ifj. Szabó István
- Kalló Viktor
- Mészáros Mihály szobrászművészek

## Egyéni kiállítások
- 1970 • Szakszervezetek Művelődési Háza, Kecskemét
- 1972 • Agrártudományi Egyetem, Gödöllő • Művelődési Központ, Kecskemét
- 1974 • Budapesti Műszaki és Gazdaságtudományi Egyetem, Budapest
- 1977 • Művelődési Ház, Nagykőrös
- 1971 • Művelődési Ház, Nyárlőrinc
- 1983 • Széchenyi Galéria, Kecskemét
- 1985 • Gépipari és Automatizálási Főiskola, Kecskemét
- 1987 • Móra Ferenc Múzeum Képtára, Szeged
- 1988 • Csepel Galéria, Budapest
- 1994 • Gépipari és Automatizálási Főiskola, Kecskemét
- 1996 • Móra Ferenc Művelődési Központ, Kiskunfélegyháza • Hilton Szálló dominikánus udvar, Budapest
- 1998 • Bozsó-gyűjtemény, Kecskemét (leporelló).
- 2011 • Kerekes Ferenc Emlékkiállítás, Kecskeméti Kulturális és Konferencia Központ

## Válogatott csoportos kiállítások
- 1974-től vett részt megyei tárlatokon.

## Köztéri művei
- Táncoló (fa, 1986, Kecskemét, megyeháza)
- Kostka (kő, 1987, Izsák, állami gazdaság)
- Búzakalász (kő, 1988, Mélykút, tsz-központ)
- Margarétás lány (fa, 1989, Kecskemét, Margaréta Otthon)
- Napozó (kő, 1990, Cserkeszőlő, termálfürdő)
- Zsuzsanna (kő, 1990, Berekfürdő, termálfürdő)
- II. világháborús emlékmű (felújítás, kő, 1993, Jánoshalma, városi park)
- Kopjafa (fa, 1997, Helvécia, temető).
- Wéber (kő, 2000, Helvécia, közpark)
- Millenniumi emlékmű (kő, 2001, Helvécia, közpark)

## Művek közgyűjteményekben
Bozsó-gyűjtemény, Kecskemét. 

## Díjai
- 1975 Bács-Kiskun megyei Téli tárlat Díja
- 1983 Képzőművészeti Szövetség Közép-Magyarországi Területi Szervezetének díja

## Hitvallása
Századunk utolsó negyedében szobrászatot művelni, elmélyült szemlélődésre késztetni a harsogó-rohanó életritmusban, fenyegetettségben élő embert, komoly feladat. 
….Úgy érzem, szobraim szellemiségét nem az elődök, példaképek, mesterek határozzák meg. Amit tőlük tanultam, az a szobrászat mesterségbeli része. Nem határozott célom a konvencionális műfaji határok tiszteletben tartása, de hiszek az árnyalt realista megfogalmazás mindenkori aktualitásában. Foglalkoztat az emberi alak, az olyan örök emberi érzések, mint az öröm, fájdalom, szerelem, feszültség vagy nyugalom. A költészet és a zene hatása felfedezhető munkáimban. A fához, mint élő és formálható anyaghoz bensőséges kapcsolat fűz. A természet ajándékaként hat rám a fa csodálatos színe, évgyűrűi, görcsei, lágysága vagy épp keménysége. Szeretem a követ, a bronzot is.
Ritkán kiállító alkotó vagyok. Valószínű rossz menedzsere vagyok önmagamnak, nem számítgatom az esélyeimet, bár örömmel tölt el, ha az emberek szeretik a szobraimat. Úgy gondolom, hogy az én feladatom vésőt fogni és dolgozni

## Galéria

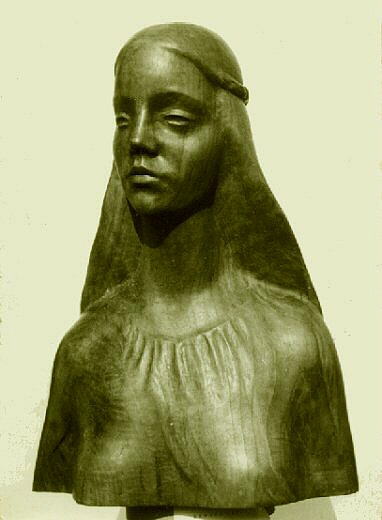
Leányfej
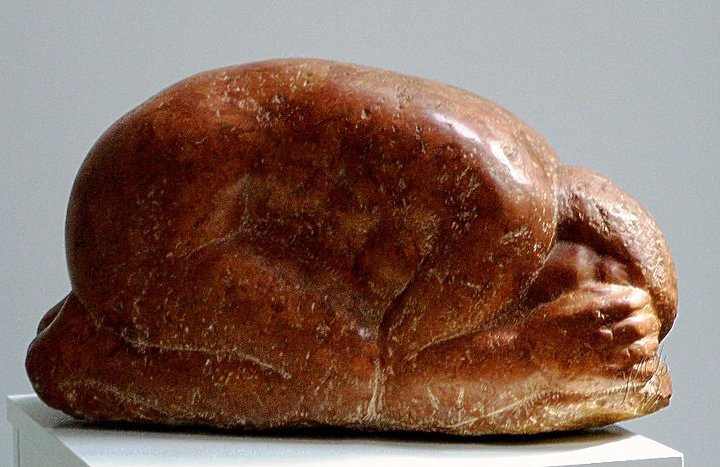
Rejtőző
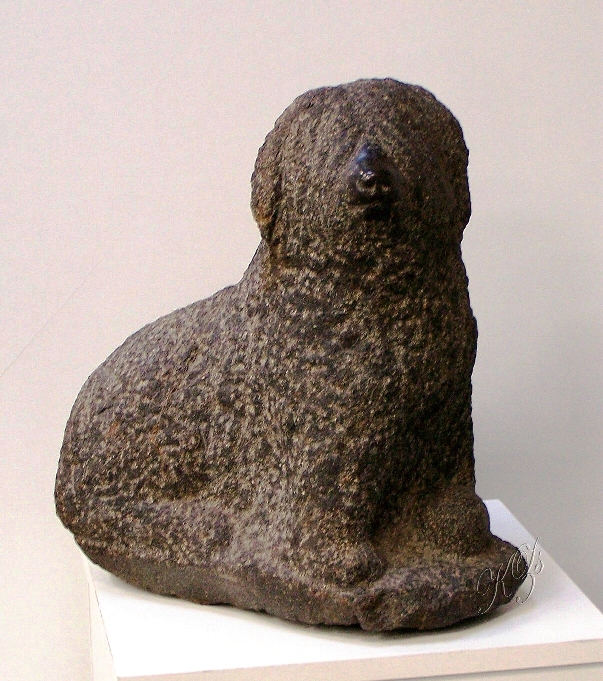
Bodri
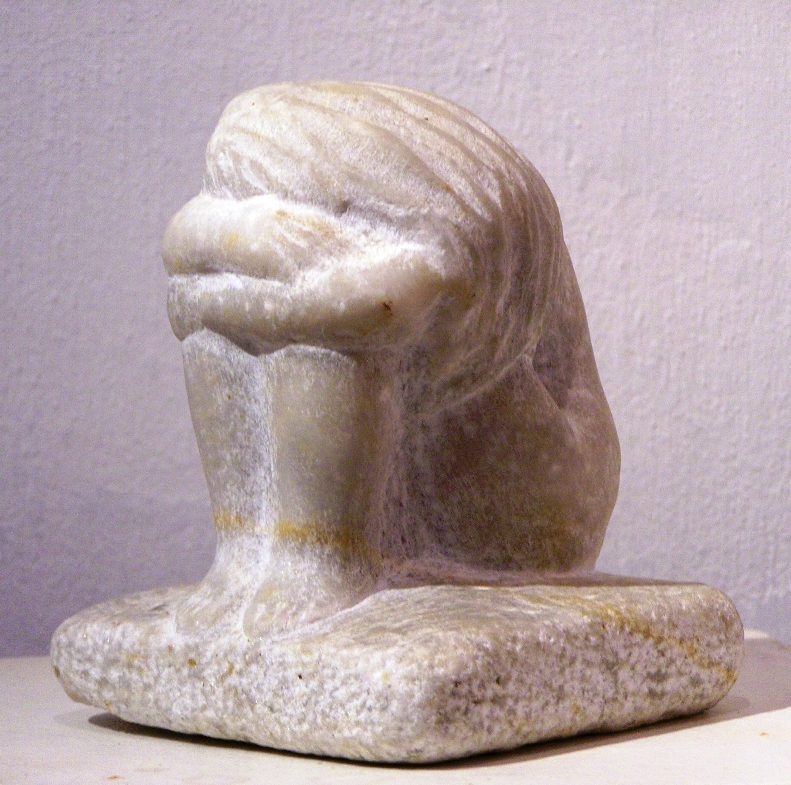
Alvó
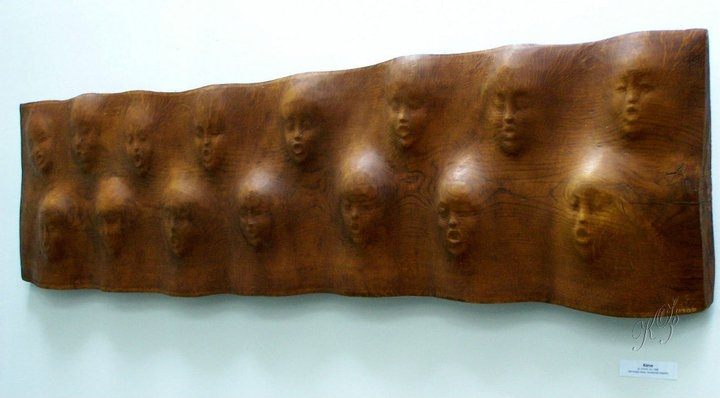
Kórus
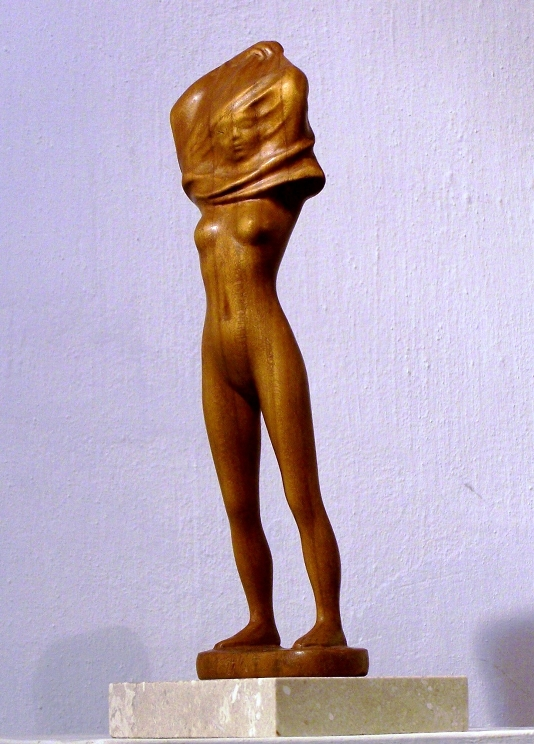
Vetkőző
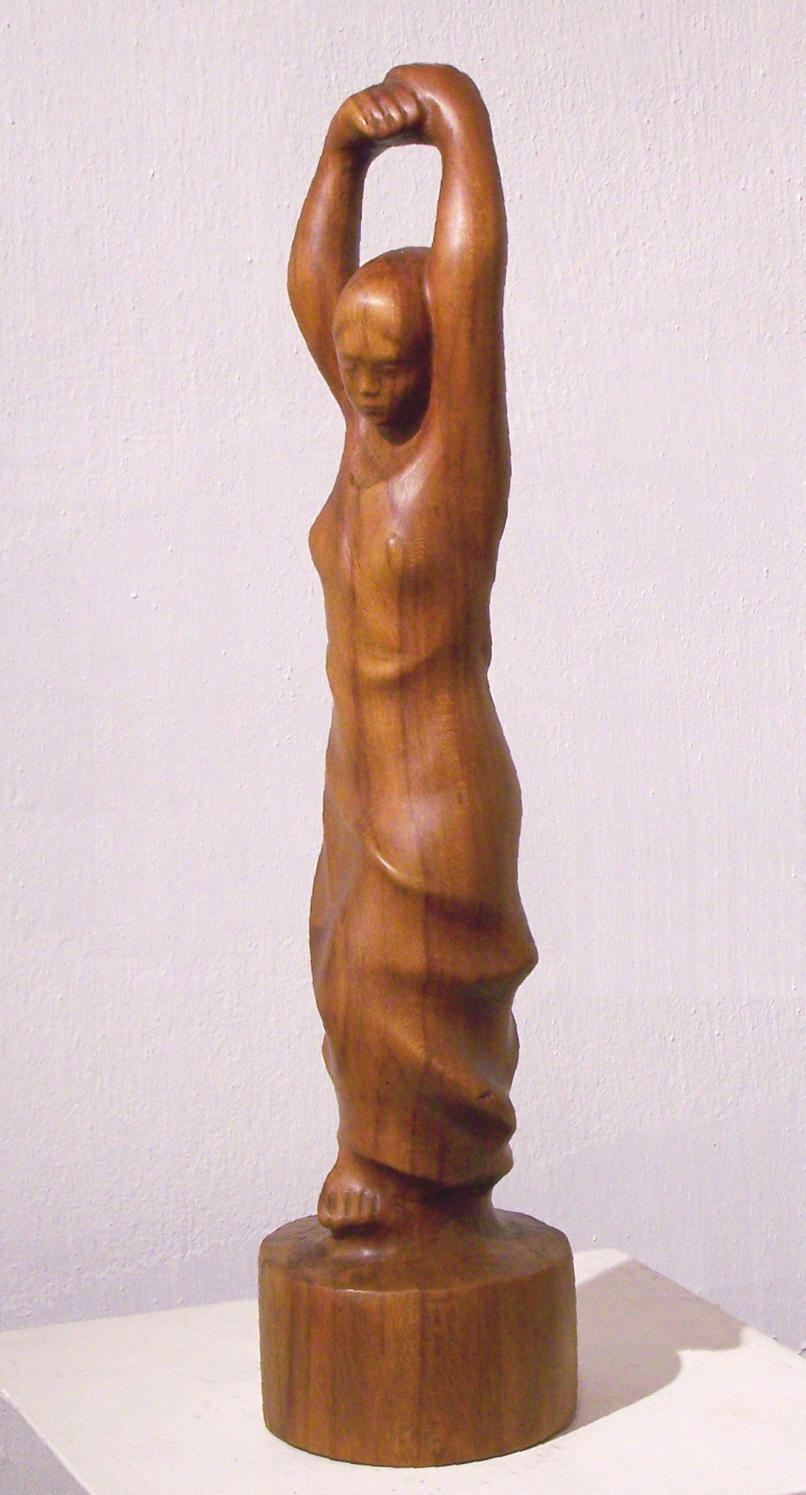
Táncoló
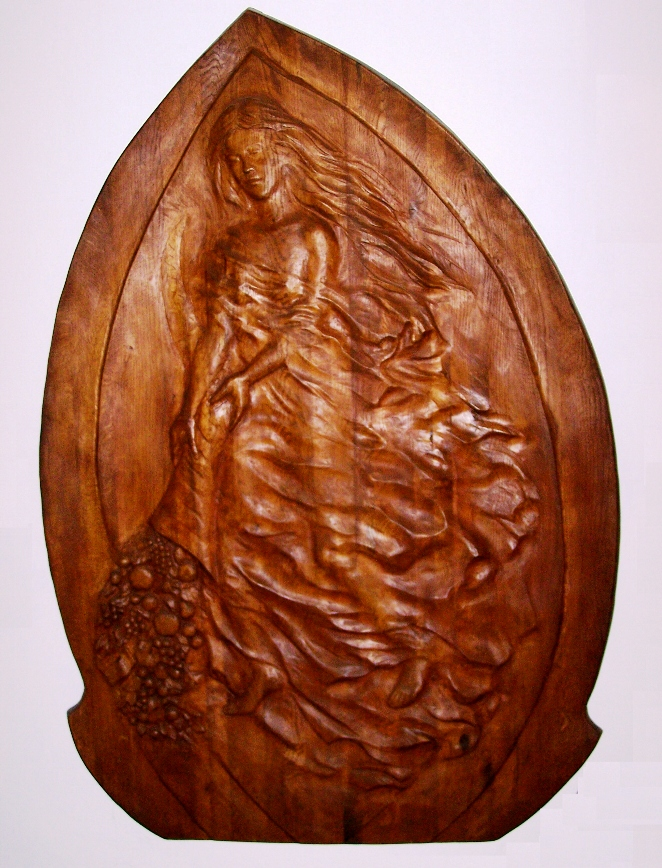
Fortuna
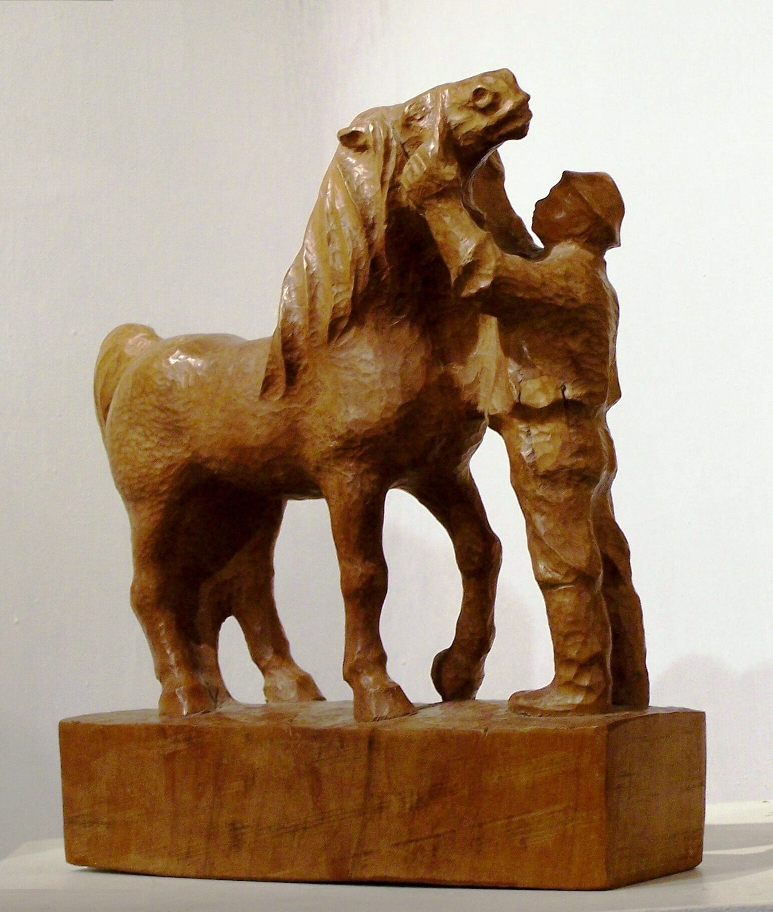
Paraszt lovával
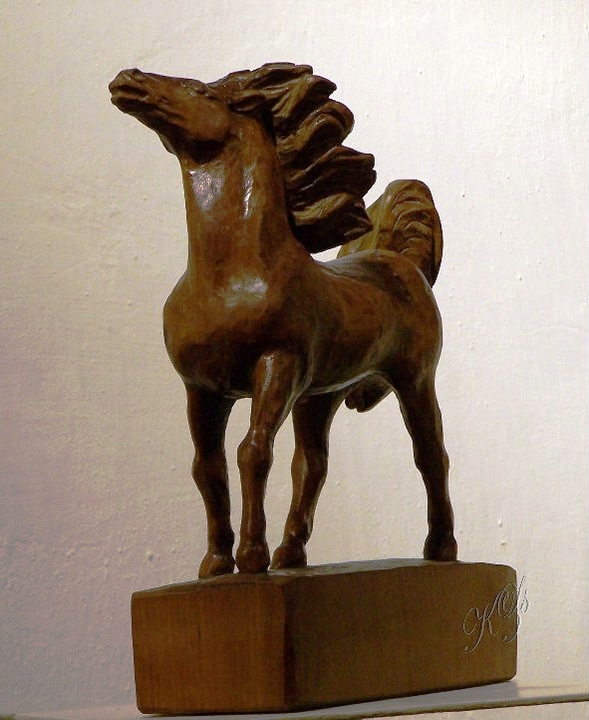
Paripa